# Église Saint-Pierre-et-Saint-Paul de Sigolsheim
L'église Saint-Pierre-et-Saint-Paul est un monument historique situé à Sigolsheim, dans le département français du Haut-Rhin.

## Localisation
Ce bâtiment est situé place de l'Église à Sigolsheim dans le Haut-Rhin.

## Historique

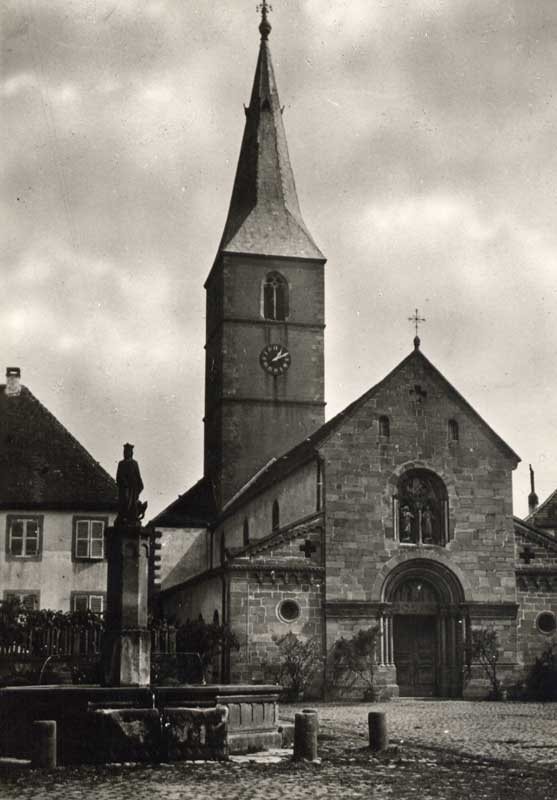
L'église Saint-Pierre-et-Saint-Paul avant sa destruction en 1944.
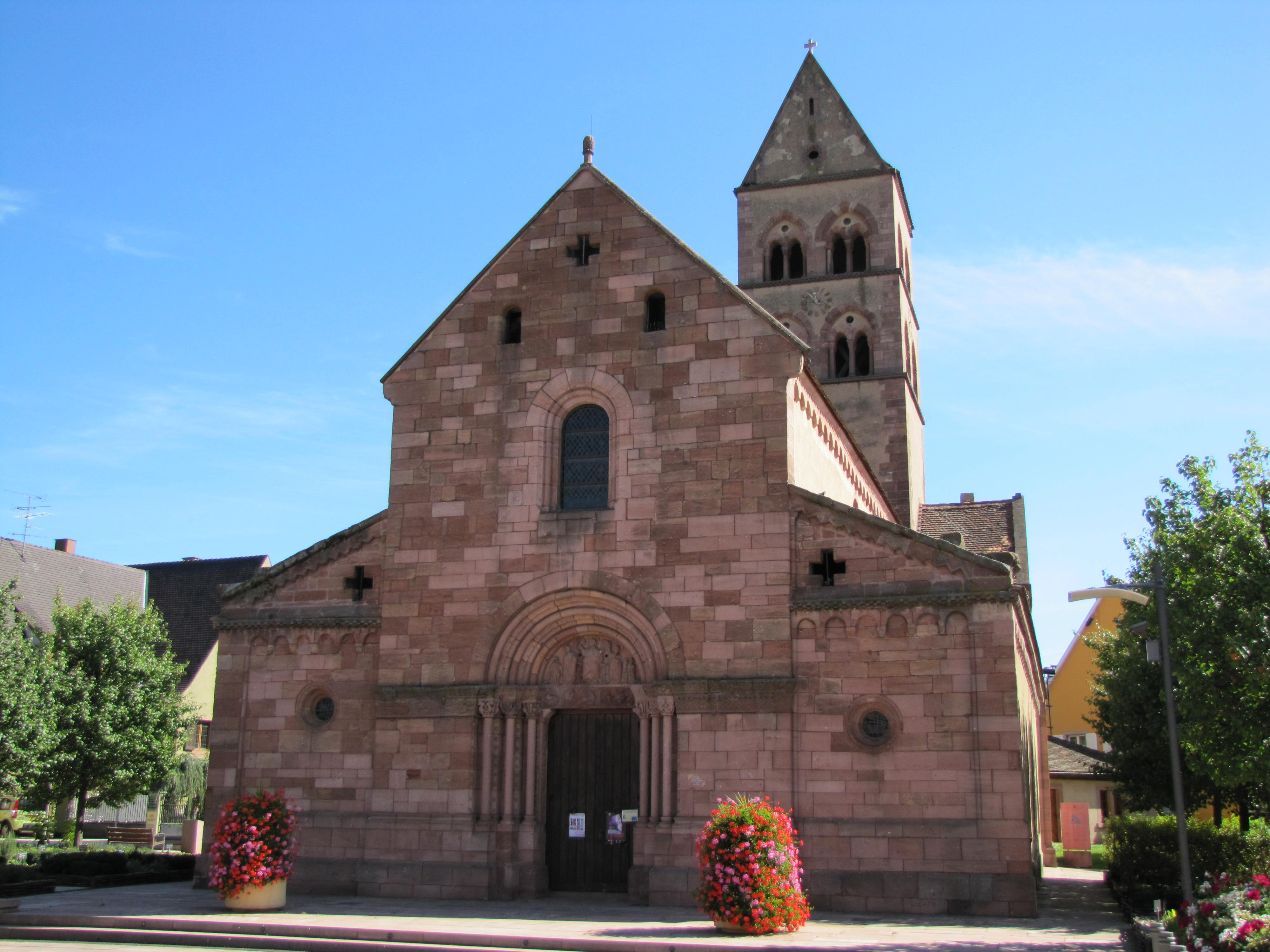
L'église aujourd'hui. Façade occidentale avec portail principal.

L'église paroissiale romane a remplacé dans les années 1180-1190, l'église fondée par l'impératrice sainte Richarde en 880, avec remploi des fondations du chœur demi-circulaire (et du mur oriental de la nef). 
Elle fut restaurée au XVe siècle après qu'elle eut été  pillée, brûlée et dévastée par le Noble Seigneur Jean Wild, Grave et Sous-Bailli de l'Empire en Alsace. Les baies romanes de la tour de croisée furent remplacées par des baies gothiques en arc brisé, une flèche remplaça l'ancienne couverture. En 1837-1838 l'architecte départemental, Félix Griois, allongea la nef d'une travée double vers l'ouest avec reconstruction d'une travée simple et de la façade occidentale, à l'identique, avec les matériaux d'origine (les escaliers en vis ne furent pas rétablis jusqu'au comble comme à l'origine) , les baies furent agrandies, celle au-dessus du portail fut munie d'un réseau néo-gothique et abrita les statues des saints Pierre et Paul, la porte du croisillon sud fut déplacée dans le bas-côté sud, une porte fut percée dans le bas-côté nord. 
En 1865-66 le chœur demi-circulaire roman fut remplacé, selon les plans de l'architecte Jean-Baptiste Schacre, par un chœur néo-roman plus grand avec une travée droite et une abside et fut complété par une sacristie arrondie vers le sud. La bénédiction de l'église agrandie eut lieu en 1866. Klem fournit en 1910-11 un nouveau mobilier religieux. Les bombardements de décembre 1944 endommagèrent gravement l'église dont la tour fut incendiée la nuit de Noël. 
L'église fut restaurée dans les années 1950 par l'architecte des bâtiments de France du Haut-Rhin, Charles-Henri Arnhold, avec restitution volumétrique du chœur de l'église primitive sur les fondations carolingiennes ou ottoniennes, dégagées lors de fouilles et restitution de l'élévation romane de la tour avec les vestiges des baies du XIIe siècle retrouvés partiellement en place et partiellement noyés dans la maçonnerie des murs gothiques des niveaux supérieurs. La flèche fut remplacée par un toit en bâtière, les croupes des bras du transept par des pignons selon l'état antérieur à 1837. 
L'édifice fait l'objet d'un classement au titre des monuments historiques par arrêté du 1er octobre 1841.

## Architecture

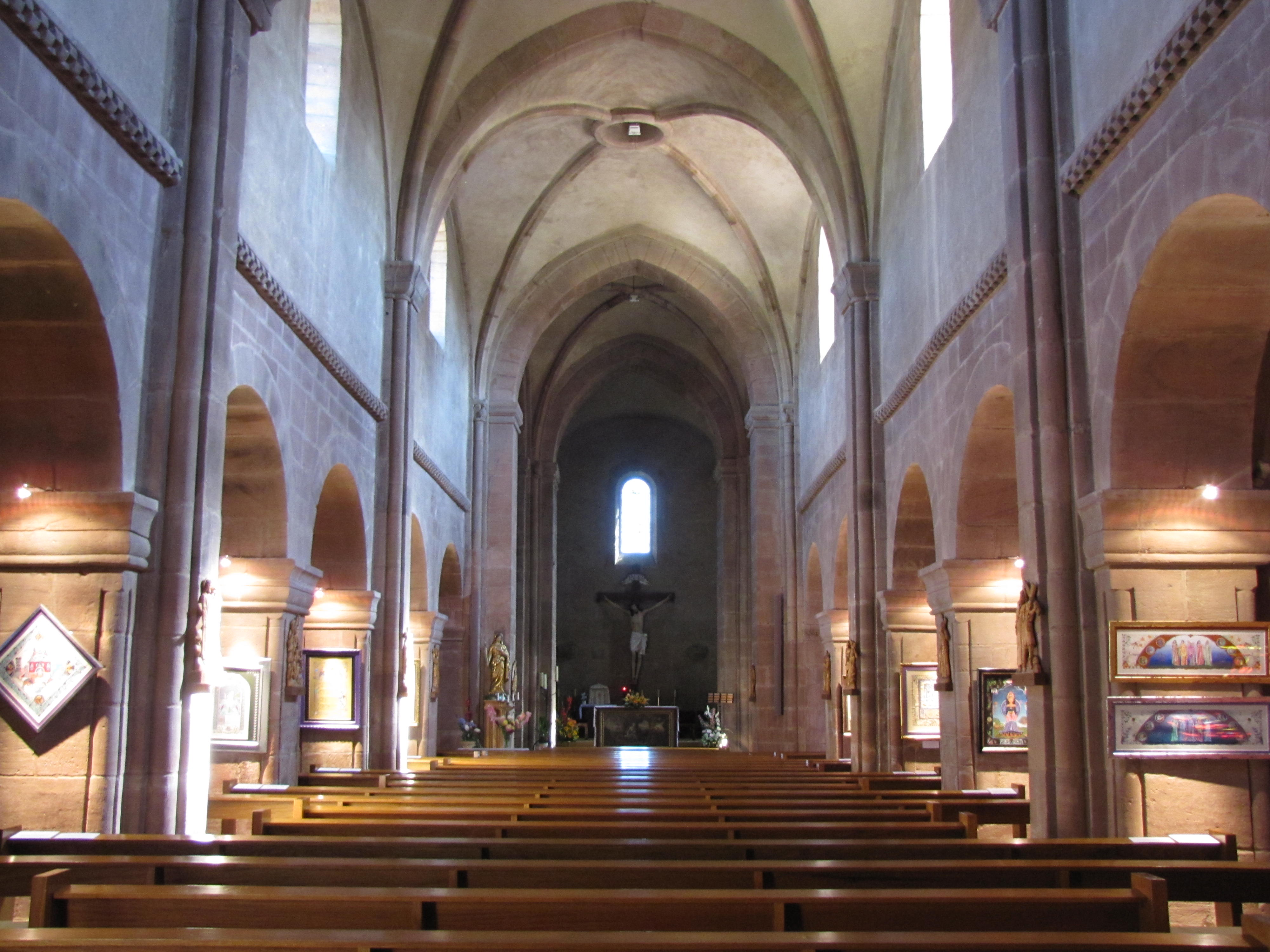
Intérieur du vaisseau central de la nef.
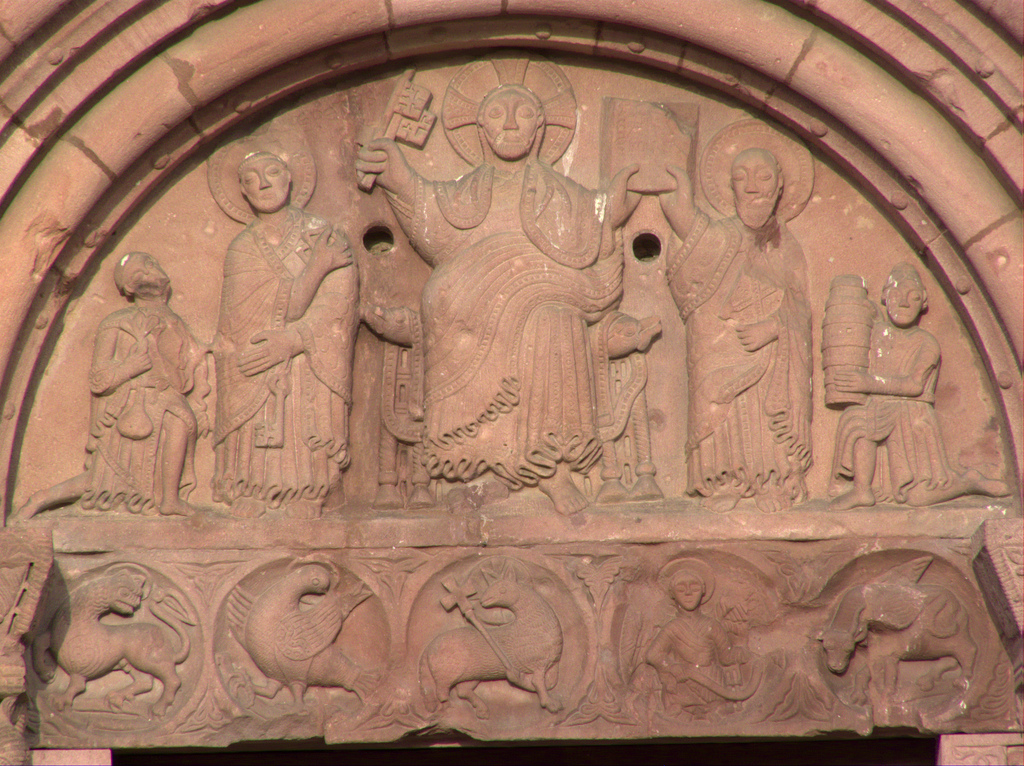
Tympan de la façade occidentale.
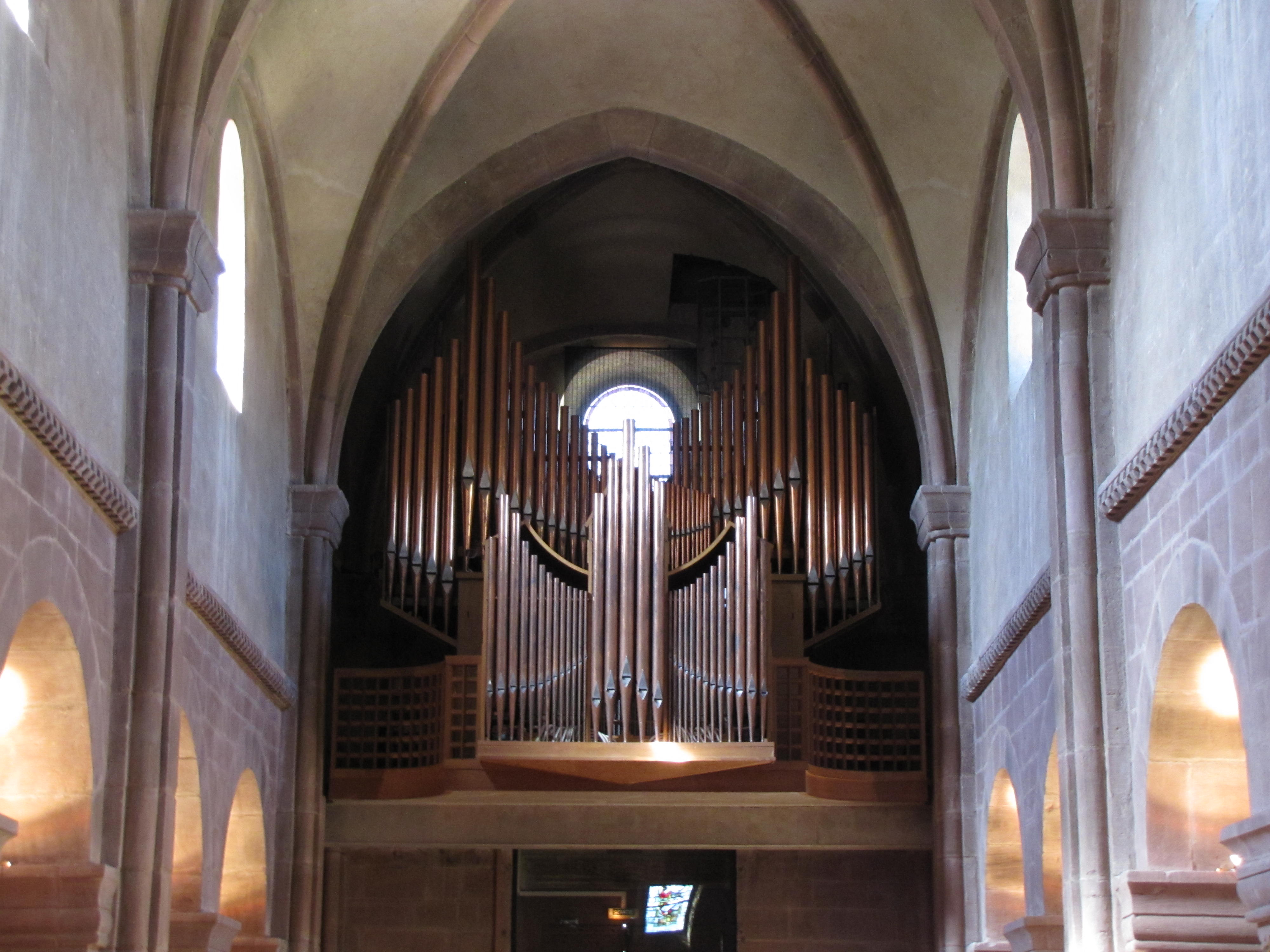
Orgue Curt Schwenkedel.

Église orientée, entièrement voûtée, avec nef à trois vaisseaux (trois travées doubles et une simple) , transept non saillant avec tour de croisée et chœur demi-circulaire plus large que le vaisseau central. Dans ce dernier, grandes arcades avec alternance de piles fortes et faibles surmontées d'une frise de billettes. Les retombées des doubleaux, formerets et ogives (en tore ou à cavets) se font sur les piédroits, dosserets et colonnettes des piles. Les chapiteaux des colonnettes contre l'arc triomphal sont sculptés d'aigles. Ogives quadrangulaires dans les bas-côtés, à cavets dans la croisée où elles retombent sur des chapiteaux sculptés de têtes. Dans le comble du bas-côté nord subsistent 2 consoles à buste d'homme et à dragons ailés (non vues), le tympan de la porte murée nord du transept est ornée d'un décor gravé, les chapiteaux de la porte sud sont sculptés. L'essentiel du décor se situe sur la façade ouest et en particulier sur le portail. Frises d'arceaux sur les élévations de la nef et du transept avec consoles sculptées de têtes d'homme et de chat à l'ouest. Dans chaque face de la tour, aux 2e et 3e étages, deux baies géminées.
Son portail concentre toute la décoration. Les chapiteaux des colonnettes de son ébrasement présentent un répertoire d’animaux réels ou fantastiques dans une végétation luxuriante. Le linteau est orné de cinq médaillons figurant l’agneau pascal entouré des symboles des évangélistes. Beau tympan représentant le Christ donnant la clef à saint Pierre et le livre à saint Paul entourés de deux donateurs, l’un tendant une bourse, l’autre un fût de vin.